# Dian Bachar
Dian Bachar est un acteur américain, né le 26 octobre 1970 à Denver, dans le Colorado (États-Unis).

## Filmographie
- 1995 : Time Warped (en) (TV) : Peeny Bunsinger / Jeffy / Homo Errectus
- 1996 : Cannibal! The Musical : George « California » Noon
- 1997 : Capitaine Orgazmo (Orgazmo) : Ben Chapleski / Choda Boy
- 1998 : BASEketball : Kenny « Squeak » Scolari
- 1999 : Kung Fu Corleon & the Video Bandits (vidéo) : Homeless Jerk
- 1999 : Galaxy Quest : Nervous Tech
- 1999 : Captain Jackson (série TV) : Eggbert Stevens
- 2000 : Les Aventures de Rocky et Bullwinkle (The Adventures of Rocky & Bullwinkle) de Des McAnuff : RBTV Studio Technician
- 2004 : The Wager de Sigur-Björn : Sean Johnson
- 2005 : Tom 51 (it) de Ron Carlson : Mac Angel's prodigy
- 2005 : No Rules (en) de Gerry Anderson : Grady
- 2005 : The Television (vidéo) : Charles, Haggler
- 2005 : Donut Run : Officer Mike
- 2006 : Electric Apricot : Stacey « Skip » Holmes